# Bonorum possessio
La bonorum possessio è quel tipo di successione introdotta a Roma dalle magistrature pretorie, a partire dall'ultima età repubblicana ed è definita come lo "ius persequendi vel retinendi patrimonii", ovvero il diritto di pretendere o di ritenere un patrimonio.

## Origini
In principio, per il diritto romano arcaico non poteva essere redatto alcun testamento qualora fossero in vita dei figli. Più avanti, la situazione si ribaltò, e fu ammesso in ogni caso la stipula di un testamento, sia pur con delle forme obbligatorie richieste per la sua validità. Così, poté apparire alle volte iniquo che un nominato erede non dovesse acquisire l'eredità per un vizio formale, o che nessuno dei figli dovesse, senza un ragionevole motivo, ricevere una minima quota del patrimonio paterno, o ancora che, in preda ad un'ingiusta ira, il de cuius mutasse irragionevolmente il proprio pensiero. Dunque il pretore negava l'esperimento della rivendicazione dell'eredità (denegatio hereditatis petitio) da parte del vero heres. Certamente, non potendo il praetor abrogare lo ius civile, egli non perdeva il titolo di erede, ma tuttavia non poteva rivendicare l'eredità. E ciò non deve meravigliare, in quanto nel processo formulare romano accadeva infatti che il pretore "correggesse e integr[asse] il diritto civile" per adattarlo alla coscienza sociale.
Così, in principio il pretore assegnò la bonorum possessio a chi apparisse più probabile erede o che desse maggiori garanzie per la restituzione in caso di soccombenza.
Da tarda età repubblicana invece il magistrato usò concedere la bonorum possessio non tanto in favore del più probabile erede, quanto in favore della persona che ragioni di opportunità suggerivano venisse alla successione del decuius. E questo non soltanto in caso di controversia al fine di determinare, ma eventualmente anche in assenza di controversia. Ecco dunque che la bonorum possessio perse la sua originaria valenza processuale e divenne istituto di ius honorarium, tant'è che nei vari Editti che via via si succedettero andarono indicando a quali soggetti e in quale ordine avrebbero dato la bonorum possessio. Ai bonorum possessores vennero riconosciute posizioni giuridiche di vantaggio e di svantaggio in tutto e per tutto simili a quelle degli eredi civili:
Per la presa di possesso del complesso ereditario, al posto dell'hereditas petitio, si diede l'interdictum quorum bonorum
-Il bonorum possessor non acquistava il dominium ex iure Quiritium dei corpora, ma non potendone essere privato dall'erede avrebbe tenuto il possesso, che avrebbe dunque portato all'usucapionem. Se ne avesse perduto il possesso prima del compimento del tempus usucapionis avrebbe potuto comunque recuperarli con un'azione analoga alla Publiciana.

## Tipi dibonorum possessio
La bonorum possessio può essere ricondotta in tre tipi:

### Bonorum possessio secundum tabulas
Assegnava l'eredità all'erede citato in un testamento, nonostante questo fosse viziato nella forma (ma adempisse comunque ad un minimo di formalità).

### Bonorum possessio sine tabulis
Operava in mancanza di testamento, e il pretore determinava un ordine di successione intestata, parte tratto dal diritto civile, parte allontanandosi.

### Bonorum possessio contra tabulas
Contro il testamento. Può essere trovata in vari casi. Per esempio nel caso dei figli emancipati, sia che essi siano maschi o femmine. Questo perché, pur non essendo necessario per ius civile dichiarare che i figli emancipati siano eredi o meno, per lo ius honorarium e dunque per il pretore, è un'indicazione necessaria. Dunque se il de cuius non dovesse né istituire eredi né diseredare i figli emancipati, il pretore concederà loro la bonorum possessio contra tabulas, tramite la concessione dell'interdictum adipiscendae possessionis. Ciò è riportato chiaramente al paragrafo 135 delle Istituzioni di Gaio all'interno del secondo commentario. Un altro caso riguarda il liberto morto senza figli (o avendoli diseredati): al patrono spetta la metà del suo patrimonio e, qualora il testamento trascuri tale quota, il praetor accorda la bonorum possessio contra tabulas per la rivendicazione della quota spettantegli.

## Citazioni
1. ↑   Vincenzo Arangio-Ruiz, Istituzioni di Diritto Romano, Quattordicesima Edizione, Casa Editrice Dott.Eugenio Jovene,  p. 518.
2. ↑   Vincenzo Arangio-Ruiz, La Successione Contro Il Testamento, in Istituzioni di Diritto Romano, Quattordicesima, Casa Editrice Dott. Eugenio Jovene,  p. 547, riga 22.

| Controllo di autorità | Thesaurus BNCF 42478 |